# Móðuharðindin
Móðuharðindin (dosłownie Klęska mgły) – katastrofa przyrodnicza na Islandii, która miała miejsce w latach 1783–1785. Była spowodowana erupcją wulkanu Laki.
8 czerwca 1783 miał miejsce wybuch wulkanu w Lakagígar, była to największa erupcja wulkaniczna w czasach historycznych (lawa pokryła obszar o wielkości 565 km²). W jej wyniku zniszczony został w znacznej części ekosystem wyspy. Erupcja ta miała też poważne skutki klimatyczne, które mogły być zaobserwowane w wielu miejscach na świecie.
Po wybuchu wulkanu trująca mgła (m.in. opary siarki) spowiła niemal całą Islandię. Zniszczyła ona dużą część roślinności i doprowadziła do katastrofalnego spadku pogłowia bydła domowego (ocenia się, że nawet o 75%). Katastrofa ta przyczyniła się do zmniejszenia liczby mieszkańców wyspy o 1/5 (9 tys. ludzi), główną przyczyną był głód i brak źródeł utrzymania, spowodowany wymarciem całych stad trzody, które były jednym z głównych towarów eksportowych.